# Игарапе-Мири

Игарапе-Мири на карте штата.

Игарапе-Мири (порт. Igarapé-Miri) — муниципалитет в Бразилии, входит в штат Пара. Составная часть мезорегиона Северо-восток штата Пара. Входит в экономико-статистический микрорегион Камета. Население составляет 58 077 человек на 2010 год. Занимает площадь 1996,790 км². Плотность населения — 29,09 чел./км².
Праздник города — 23 мая.

## История
Город основан 16 октября 1843 года.

## Демография
Согласно сведениям, собранным в ходе переписи 2010 г. Национальным институтом географии и статистики (IBGE), население муниципалитета составляет:
| Полное население                               | Полное население                               | Полное население                               | Полное население                               | 58 077 |
| ---------------------------------------------- | ---------------------------------------------- | ---------------------------------------------- | ---------------------------------------------- | ------ |
| в том числе:                                   | Городское население                            | 26 205                                         | Процент городского населения, %                | 45,12  |
|                                                | Сельское население                             | 31 872                                         | Процент сельского населения, %                 | 54,88  |
|                                                | Мужское население                              | 29 674                                         | Процент мужского населения, %                  | 51,09  |
|                                                | Женское население                              | 28 403                                         | Процент женского населения, %                  | 48,91  |
| Плотность населения, чел/км²                   | Плотность населения, чел/км²                   | Плотность населения, чел/км²                   | Плотность населения, чел/км²                   | 29,09  |
| Население муниципалитета в % к населению штата | Население муниципалитета в % к населению штата | Население муниципалитета в % к населению штата | Население муниципалитета в % к населению штата | 0,77   |

По данным оценки 2015 года население муниципалитета составляет 60 343 жителя.

## Статистика
- Валовой внутренний продукт на 2003 год составляет 79 029 450,00 реалов (данные: Бразильский институт географии и статистики).
- Валовой внутренний продукт на душу населения на 2003 год составляет 1388,67 реалов (данные: Бразильский институт географии и статистики).
- Индекс развития человеческого потенциала на 2000 год составляет 0,669 (данные: Программа развития ООН).

## Административное деление
Муниципалитет состоит из 2 дистриктов:
| № | Наименование дистрикта | Наименование дистрикта (порт.) | Территория, км² | Население, чел.(2010) | Население, чел.(2010) | Население, чел.(2010) | Плотность, чел./км² | Код дистрикта |
| № | Наименование дистрикта | Наименование дистрикта (порт.) | Территория, км² | всего                 | городское             | сельское              | Плотность, чел./км² | Код дистрикта |
| 1 | Игарапе-Мири           | Igarapé-Miri                   | 1138,86         | 35 195                | 23 446                | 11 749                | 30,9                | 150330905     |
| 2 | Маяуата                | Maiauatá                       | 857,93          | 22 882                | 2759                  | 20 123                | 26,67               | 150330910     |

## Важнейшие населенные пункты
| № | Населённый пункт     | Населённый пункт (порт.) | Категория | Население чел. (2010) | На карте                       |
| - | -------------------- | ------------------------ | --------- | --------------------- | ------------------------------ |
| 1 | Игарапе-Мири         | Igarapé-Miri             | город     | 23 446                | 1°58′42″ ю. ш. 48°57′40″ з. д. |
| 2 | Маяуата              | Maiauatá                 | поселок   | 2759                  | 1°51′11″ ю. ш. 49°00′57″ з. д. |
| 3 | Санта-Мария-ду-Икату | Santa Maria do Icatu     | поселок   | 1437                  | 2°16′53″ ю. ш. 49°10′20″ з. д. |